# Saint-Ythaire
Saint-Ythaire är en kommun i departementet Saône-et-Loire i regionen Bourgogne-Franche-Comté i östra Frankrike. Kommunen ligger i kantonen Saint-Gengoux-le-National som tillhör arrondissementet Mâcon. År 2020 hade Saint-Ythaire 127 invånare.

## Befolkningsutveckling
Antalet invånare i kommunen Saint-Ythaire
| Referens: INSEE |